# Кровне
Кро́вне — село в Україні, у Миколаївській сільській громаді Сумського району Сумської області. Населення становить 860 осіб. До 2018 орган місцевого самоврядування — Кровненська сільська рада.

## Географія
Село Кровне знаходиться на березі річки Олешня, вище за течією на відстані в 1 км розташоване селище Хотінь, нижче за течією на відстані 1 км розташоване село Стецьківка, на протилежному березі — село Руднівка. На річці кілька великих загат.

## Історія
Село Кровне засноване в 1689 році.
За даними на 1864 рік у власницькій слободі Сумського повіту Харківської губернії мешкало 1032 особи (520 чоловічої статі та 512 — жіночої), налічувалось 178 дворових господарств, існували селітряний та винокурний заводи.
Станом на 1914 рік село відносилось до Хотінської волості, кількість мешканців зросла до 2017 осіб.
Село постраждало внаслідок геноциду українського народу, проведеного урядом СССР в 1932—1933 роках.
12 червня 2020 року, відповідно до розпорядження Кабінету Міністрів України № 723-р «Про визначення адміністративних центрів та затвердження територій територіальних громад Сумської області», село увійшло до складу Миколаївської сільської громади.
19 липня 2020 року, в результаті адміністративно-територіальної реформи та ліквідації Сумського району(1923—2020), увійшло до складу новоутвореного Сумського району.

#### Російське вторгнення в Україну (з 2022)
26 серпня 2024 року російські загарбники продовжували обстрілювати прикордонні території Сумської області. Зокрема в селі зафіксовано 1 вибух, ймовірно КАБ.
31 травня 2025 року Начальник Сумської ОВА Олег Григоров підписав розпорядження про обов’язкову евакуацію жителів 11 населених пунктів Сумського району: Горобівка, Штанівка, Воронівка, Янченки, Цимбалівка, Шкуратівка, Кровне, Миколаївка, Руднівка, Спаське, Капітанівка.

## Економіка
- ТОВ «Індичка» — сучасне підприємство повного циклу, що займається вирощуванням, переробкою, пакуванням та логістикою готової продукції з м'яса індички.[8]

## Об'єкти соціальної сфери
- Дитячий садочок «Пролісок».
- Школа.
- Клуб.
- Будинок культури.
- Фельдшерсько-акушерський пункт.
- Спортивний майданчик.
- Стадіон.

## Відомі люди

### Відомі уродженці
- Шовикова Марія Степанівна — бригадир штукатурів будівельного управління «Опоряджбуд» тресту «Сумжитлобуд» Сумської області. Депутат Верховної Ради УРСР 11-го скликання.